# 9.ª etapa del Giro de Italia 2023
La 9.ª etapa del Giro de Italia 2023 tuvo lugar el 14 de mayo de 2023 y consistió en una contrarreloj individual con inicio en el municipio de Savignano sul Rubicone y final en la ciudad de Cesena sobre un recorrido de 35 km. Esta fue ganada por el belga Remco Evenepoel del equipo Soudal Quick-Step, recuperando además el liderato de la prueba.

## Clasificación de la etapa
| Savignano sul Rubicone - Cesena | contrarreloj individual | (35 km) |

| \| Clasificación de la etapa \| Clasificación de la etapa \| Clasificación de la etapa \| Clasificación de la etapa \| Clasificación de la etapa \| \| Ciclista \| Ciclista \| Equipo \| Tiempo \| \| \| ------------------------- \| ------------------------- \| ------------------------- \| ------------------------- \| ------------------------- \| \| 1.º \| Remco Evenepoel \| Soudal Quick-Step \| 41 min 24 s \| \| \| 2.º \| Geraint Thomas \| Ineos Grenadiers \| + 1 s \| \| \| 3.º \| Tao Geoghegan Hart \| Ineos Grenadiers \| + 2 s \| \| \| 4.º \| Stefan Küng \| Groupama-FDJ \| + 4 s \| \| \| 5.º \| Bruno Armirail \| Groupama-FDJ \| + 8 s \| \| \| 6.º \| Primož Roglič \| Jumbo-Visma \| + 17 s \| \| \| 7.º \| Thymen Arensman \| Ineos Grenadiers \| + 24 s \| \| \| 8.º \| Aleksandr Vlásov \| Bora-Hansgrohe \| + 30 s \| \| \| 9.º \| João Almeida \| UAE Team Emirates \| + 35 s \| \| \| 10.º \| Damiano Caruso \| Bahrain Victorious \| + 42 s \| \| |                    |                    |             |
| |                    |                    |             |
| Fuente: ProCyclingStats |                    |                    |             |
| Clasificación de la etapa |                    |                    |             |
| Ciclista | Ciclista           | Equipo             | Tiempo      |
| 1.º | Remco Evenepoel    | Soudal Quick-Step  | 41 min 24 s |
| 2.º | Geraint Thomas     | Ineos Grenadiers   | + 1 s       |
| 3.º | Tao Geoghegan Hart | Ineos Grenadiers   | + 2 s       |
| 4.º | Stefan Küng        | Groupama-FDJ       | + 4 s       |
| 5.º | Bruno Armirail     | Groupama-FDJ       | + 8 s       |
| 6.º | Primož Roglič      | Jumbo-Visma        | + 17 s      |
| 7.º | Thymen Arensman    | Ineos Grenadiers   | + 24 s      |
| 8.º | Aleksandr Vlásov   | Bora-Hansgrohe     | + 30 s      |
| 9.º | João Almeida       | UAE Team Emirates  | + 35 s      |
| 10.º | Damiano Caruso     | Bahrain Victorious | + 42 s      |

## Clasificaciones al final de la etapa

### Clasificación general(Maglia Rosa)
| \| Clasificación general \| Clasificación general \| Clasificación general \| Clasificación general \| Clasificación general \| \| Ciclista \| Ciclista \| Equipo \| Tiempo \| \| \| --------------------- \| --------------------- \| --------------------- \| --------------------- \| --------------------- \| \| 1.º \| Remco Evenepoel \| Soudal Quick-Step \| 34 h 33 min 42 s \| \| \| 2.º \| Geraint Thomas \| Ineos Grenadiers \| + 45 s \| \| \| 3.º \| Primož Roglič \| Jumbo-Visma \| + 47 s \| \| \| 4.º \| Tao Geoghegan Hart \| Ineos Grenadiers \| + 50 s \| \| \| 5.º \| João Almeida \| UAE Team Emirates \| + 1 min 07 s \| \| \| 6.º \| Andreas Leknessund \| Team DSM \| + 1 min 07 s \| \| \| 7.º \| Aleksandr Vlásov \| Bora-Hansgrohe \| + 1 min 48 s \| \| \| 8.º \| Damiano Caruso \| Bahrain Victorious \| + 2 min 13 s \| \| \| 9.º \| Lennard Kämna \| Bora-Hansgrohe \| + 2 min 37 s \| \| \| 10.º \| Pavel Sivakov \| Ineos Grenadiers \| + 3 min 00 s \| \| |                    |                    |                  |
| |                    |                    |                  |
| Fuente: ProCyclingStats |                    |                    |                  |
| Clasificación general |                    |                    |                  |
| Ciclista | Ciclista           | Equipo             | Tiempo           |
| 1.º | Remco Evenepoel    | Soudal Quick-Step  | 34 h 33 min 42 s |
| 2.º | Geraint Thomas     | Ineos Grenadiers   | + 45 s           |
| 3.º | Primož Roglič      | Jumbo-Visma        | + 47 s           |
| 4.º | Tao Geoghegan Hart | Ineos Grenadiers   | + 50 s           |
| 5.º | João Almeida       | UAE Team Emirates  | + 1 min 07 s     |
| 6.º | Andreas Leknessund | Team DSM           | + 1 min 07 s     |
| 7.º | Aleksandr Vlásov   | Bora-Hansgrohe     | + 1 min 48 s     |
| 8.º | Damiano Caruso     | Bahrain Victorious | + 2 min 13 s     |
| 9.º | Lennard Kämna      | Bora-Hansgrohe     | + 2 min 37 s     |
| 10.º | Pavel Sivakov      | Ineos Grenadiers   | + 3 min 00 s     |

### Clasificación por puntos(Maglia Ciclamino)
| Clasificación por puntos | Clasificación por puntos | Clasificación por puntos | Clasificación por puntos | Clasificación por puntos |
| Ciclista                 | Ciclista                 | Equipo                   | Puntos                   |                          |
| ------------------------ | ------------------------ | ------------------------ | ------------------------ | ------------------------ |
| 1.º                      | Jonathan Milan           | Bahrain Victorious       | 113 pts                  |                          |
| 2.º                      | Kaden Groves             | Alpecin-Deceuninck       | 100 pts                  |                          |
| 3.º                      | Mads Pedersen            | Trek-Segafredo           | 89 pts                   |                          |
| 4.º                      | Michael Matthews         | Team Jayco AlUla         | 57 pts                   |                          |
| 5.º                      | Remco Evenepoel          | Soudal Quick-Step        | 37 pts                   |                          |
| 6.º                      | Aurélien Paret-Peintre   | AG2R Citroën Team        | 33 pts                   |                          |
| 7.º                      | Vincenzo Albanese        | Eolo-Kometa              | 32 pts                   |                          |
| 8.º                      | Ben Healy                | EF Education-EasyPost    | 29 pts                   |                          |
| 9.º                      | Toms Skujiņš             | Trek-Segafredo           | 28 pts                   |                          |
| 10.º                     | Davide Bais              | Eolo-Kometa              | 27 pts                   |                          |

### Clasificación de la montaña(Maglia Azzurra)
| Clasificación de la montaña | Clasificación de la montaña | Clasificación de la montaña | Clasificación de la montaña | Clasificación de la montaña |
| Ciclista                    | Ciclista                    | Equipo                      | Puntos                      |                             |
| --------------------------- | --------------------------- | --------------------------- | --------------------------- | --------------------------- |
| 1.º                         | Davide Bais                 | Eolo-Kometa                 | 86 pts                      |                             |
| 2.º                         | Thibaut Pinot               | Groupama-FDJ                | 50 pts                      |                             |
| 3.º                         | Karel Vacek                 | Team Corratec-Selle Italia  | 36 pts                      |                             |
| 4.º                         | Simone Petilli              | Intermarché-Circus-Wanty    | 32 pts                      |                             |
| 5.º                         | Amanuel Ghebreigzabhier     | Trek-Segafredo              | 26 pts                      |                             |
| 6.º                         | Ben Healy                   | EF Education-EasyPost       | 24 pts                      |                             |
| 7.º                         | Aurélien Paret-Peintre      | AG2R Citroën Team           | 22 pts                      |                             |
| 8.º                         | Francesco Gavazzi           | Eolo-Kometa                 | 18 pts                      |                             |
| 9.º                         | Warren Barguil              | Arkéa-Samsic                | 16 pts                      |                             |
| 10.º                        | Alessandro De Marchi        | Team Jayco AlUla            | 15 pts                      |                             |

### Clasificación de los jóvenes(Maglia Bianca)
| Clasificación del mejor joven | Clasificación del mejor joven | Clasificación del mejor joven | Clasificación del mejor joven | Clasificación del mejor joven |
| Ciclista                      | Ciclista                      | Equipo                        | Tiempo                        |                               |
| ----------------------------- | ----------------------------- | ----------------------------- | ----------------------------- | ----------------------------- |
| 1.º                           | Remco Evenepoel               | Soudal Quick-Step             | 34 h 33 min 42 s              |                               |
| 2.º                           | João Almeida                  | UAE Team Emirates             | + 1 min 07 s                  |                               |
| 3.º                           | Andreas Leknessund            | Team DSM                      | + 1 min 07 s                  |                               |
| 4.º                           | Thymen Arensman               | Ineos Grenadiers              | + 3 min 17 s                  |                               |
| 5.º                           | Santiago Buitrago             | Bahrain Victorious            | + 5 min 25 s                  |                               |
| 6.º                           | Einer Rubio                   | Movistar Team                 | + 7 min 27 s                  |                               |
| 7.º                           | Ilan Van Wilder               | Soudal Quick-Step             | + 12 min 52 s                 |                               |
| 8.º                           | Alexander Cepeda              | EF Education-EasyPost         | + 14 min 30 s                 |                               |
| 9.º                           | Filippo Zana                  | Team Jayco AlUla              | + 14 min 31 s                 |                               |
| 10.º                          | Michel Heßmann                | Jumbo-Visma                   | + 18 min 57 s                 |                               |

### Clasificación por equipos"Súper team"
| Clasificación por equipos | Clasificación por equipos | Clasificación por equipos | Clasificación por equipos |
| Equipo                    | Equipo                    | Tiempo                    |                           |
| ------------------------- | ------------------------- | ------------------------- | ------------------------- |
| 1.º                       | Ineos Grenadiers          | 103 h 43 min 30 s         |                           |
| 2.º                       | Bahrain Victorious        | + 6 min 19 s              |                           |
| 3.º                       | EF Education-EasyPost     | + 7 min 08 s              |                           |
| 4.º                       | Jumbo-Visma               | + 8 min 09 s              |                           |
| 5.º                       | UAE Team Emirates         | + 9 min 38 s              |                           |
| 6.º                       | Bora-Hansgrohe            | + 9 min 54 s              |                           |
| 7.º                       | Soudal Quick-Step         | + 16 min 39 s             |                           |
| 8.º                       | Groupama-FDJ              | + 25 min 54 s             |                           |
| 9.º                       | Israel-Premier Tech       | + 27 min 05 s             |                           |
| 10.º                      | Movistar Team             | + 28 min 08 s             |                           |

## Abandonos
- Davide Cimolai (Cofidis) no tomó la salida.